# Пеги Сю се омъжи
„Пеги Сю се омъжи“ (на английски: Peggy Sue Got Married) е американска драма-комедия от 1986 година на режисьора Франсис Форд Копола.

## Сюжет
Пеги Сю не иска да отиде на 25-годишнината от дипломирането си, но под натиска на дъщеря си Бет отива. Тя току-що се е разделила с училищната си любов и неин съпруг Чарли и това и пречи най-много, защото всеки ще я пита за липсващия Чарли – те са били женени, откакто забременява след училище.
Пристигайки на срещата Пеги Сю е щастлива да се срещне със старите си приятелки, те са потапят в спомените за старите училищни дни и обсъждат как времето и съучениците им са се променили. Изведнъж Чарли се появява и веднага се превръща в причина за неприятна сцена – Пеги Сю го игнорира.....

## В ролите
| Изпълнител        | Роля                    |
| ----------------- | ----------------------- |
| Катлийн Търнър    | Пеги Сью Бодел          |
| Никълъс Кейдж     | Чарли Бодел             |
| Бари Милър        | Ричард Норвик           |
| Катрин Хикс       | Керол Хит               |
| Джоан Алън        | Меди Нагъл              |
| Кевин Дж. О’Конър | Майкъл Фицсимънс        |
| Джим Кери         | Уолтър Гец              |
| Хелън Хънт        | Бет Бодел               |
| Леон Еймс         | Дядото на Пеги Сю       |
| София Копола      | Нанси сестра на Пеги Сю |
| Джон Карадайн     | Лео                     |